# Trasmissione ad asse cavo
La trasmissione ad asse cavo è un particolare sistema di trasmissione della forza motrice dei motori di trazione delle locomotive elettriche alle ruote. Rappresenta un notevole miglioramento tecnico rispetto alla sospensione per il naso e trasmissione ad ingranaggi tipiche delle prime generazioni di rotabili tranviari e ferroviari.
Il sistema prevede che il motore elettrico venga montato direttamente sulle ruote in posizione concentrica ad esse in maniera tale che il suo albero abbia la forma di un cilindro cavo entro il quale viene montato l'asse della sala montata permettendo in tal modo la sospensione elastica del motore stesso dalla parte opposta; ciò permette di ridurre le vibrazioni trasmesse durante il funzionamento.
Il moto rotatorio dell'asse cavo del motore viene trasmesso alle razze delle ruote in vari modi:
- Un sistema semplice, adatto a velocità e potenze contenute, prevede che alle due estremità dell'asse cavo del motore vi siano delle appendici che azionano delle aste articolate, a leve angolari imperniate sulle razze delle ruote, realizzando un parallelogramma articolato. In questo sistema, usato per la prima volta nelle elettromotrici trifase della Valtellina, la velocità angolare delle ruote è uguale a quella del motore.[2]

- Accoppiamento ad ingranaggi riduttori. È il sistema usato nelle locomotive E.636: il motore è montato sull'asse cavo e lo aziona tramite una coppia di ingranaggi. A sua volta l'asse cavo, munito di aste, aziona le ruote mediante un sistema di ammortizzazione a molle a balestra o a tamponi di gomma. Un perfezionamento del sistema, implementato sulle locomotive E.646 e le sue derivate è costituito dalla trasmissione ad asse cavo e anello danzante: questo sostituisce il sistema rigido a molle mediante un anello in acciaio ad elementi elastici come molle e parti in gomma che consente un buon margine di oscillazione delle ruote.[1]